# Achsarbiek Gułajew
Achsarbiek Kazbiekowicz Gułajew (ros. Ахсарбек Казбекович Гулаев; ur. 23 sierpnia 1997) – rosyjski, a od 2017 roku słowacki zapaśnik osetyjskiego pochodzenia, startujący w stylu wolnym. Brązowy medalista mistrzostw świata w 2024 roku. 
Mistrz Europy w 2021; trzeci w 2025. Piąty w indywidualnym Pucharze Świata w 2020. Dwunasty na igrzyskach europejskich w 2019. 
Drugi na mistrzostwach świata U-23 w 2017, a także ME U-23 w 2018 i 2019. Trzeci na ME juniorów w 2017 roku.